# Merfulești
Merfulești – wieś w Rumunii, w okręgu Gorj, w gminie Dănești. W 2011 roku liczyła 261 mieszkańców.